# Баромпа Дарма Вангчуг
Баромпа Дхарма Вангчуг ('ba' rom pa dar ma dbang phyug; нар. 1127; помер 1198) був тибетським буддистом 12-го століття.
Він був одним із чотирьох великих учнів Ґампопи та засновником монастиря Баром у Тибеті (в окрузі Нагчу) і, таким чином, школи Баром Каг'ю ('ba' rom bka' brgyud), однієї з так званих чотирьох основних шкіл традиції школи Каг'ю тибетського буддизму.
Його вчення має сильний вплив у регіоні Кхам у Тибеті, зокрема в монастирях округу Нангчен Юйшу-Тибетської автономної префектури в провінції Цинхай на заході Китаю.
Одним із його учнів був Тішрі Репа Шераб Сенге (1164—1236).

## Інтернет-ресурси
- Barompa Darma Wangchug b.1127 — Englisch
- baromkagyu.com: Dama Wangqiu (Barom Dharma Wangchu) (1127—1198)
- tbrc.org: dar ma dbang phyug
- dharma-media.org: Barom-Kagyü-Linie
- baromkagyu.com: Gaju de si da ba xiao zhipai